# Vascular Venture
A Vascular Venture Kft. egy magyarországi székhelyű, orvostechnikai eszközök nagykereskedelmével foglalkozó vállalat. A cég 2007-ben alakult Budapesten, és főként intervenciós diagnosztikai, kardiológiai, radiológiai, idegsebészeti, valamint labortechnológiai területeken tevékenykedik.

## Története
A vállalatot 2007-ben alapították azzal a céllal, hogy csúcstechnológiás, minimálisan invazív terápiás megoldásokat kínáljon a hazai egészségügyi szektor számára. A cég gyorsan bővítette tevékenységét, és termékkínálata mára számos orvosi szakterületet lefed.
A Vascular Venture a Vascular Group tagja, amely egy magyar egészségügyi fókuszú befektetőcsoport. A csoporthoz tartozó vállalkozások különböző területeken működnek, például gyógyszerkutatás-fejlesztésben, genetikai diagnosztikában és laboratóriumi szolgáltatásokban.

## Tevékenység
A Vascular Venture főként külföldi gyártók által előállított orvostechnikai eszközök magyarországi forgalmazását végzi. A vállalat termékportfóliója többek között a következő szakterületeket érinti:
- intervenciós kardiológia
- érsebészet
- idegsebészet
- intervenciós radiológia
- laboratóriumi diagnosztika

A cég olyan nemzetközi beszállítókkal dolgozik együtt, mint a Boston Scientific, Stryker, Artivion és Globus Medical.
A vállalat szolgáltatásai között szerepel az értékesítés mellett a klinikai támogatás, orvosszakmai tanácsadás, logisztikai szolgáltatások, tenderkezelés, valamint pénzügyi és minőségirányítási támogatás is.

## Gazdasági adatok
A vállalat árbevétele 2023-ban meghaladta a 15 milliárd forintot, nettó eredménye pedig 1,7 milliárd forint volt. A cég mintegy 40–50 főt foglalkoztat. A társaság ISO 9001:2015 minősítéssel rendelkezik. A cég az egészségipari szektorban jelentős szereplő, a Concorde MB Partners értékelése szerint becsült értéke 2024-ben több mint 15 milliárd forint.

## Tulajdonosi háttér és vezetés
A Vascular Venture Kft. többségi tulajdonosai a Kolossváry Capital Kft. és a Faber’s Holding Kft.

### A cég ügyvezetői
- dr. Faber-Szabó Ferenc
- dr. Kolossváry Kornél Szilárd
- dr. Orosz Viktor
- Klein Bettina
- dr. Péterfi Zalán

## Közbeszerzések és állami projektek
A vállalat az elmúlt években több állami közbeszerzésen is sikeresen szerepelt. 2024-ben például a cég nyerte el az Országos Vérellátó Szolgálat által kiírt tendert, amely Nyugat-nílusi vírus kimutatására szolgáló eszközök és laborautomaták szállítására vonatkozott, mintegy 280 millió forint értékben. Korábban a COVID–19 járvány idején is részt vett gyorstesztek és laborkapacitások biztosításában.